# Маяківська сільська територіальна громада
Маяківська сільська територіальна громада — територіальна громада в Україні, у Одеському районі Одеської області, створена рішенням Одеської обласної ради від 10 липня 2017 року в рамках адміністративно-територіальної реформи 2015–2020 років. Адміністративний центр — село Маяки.
Населення громади складає 9690 осіб. Територією громади протікає річка Дністер.

Перші вибори відбулися 29 жовтня 2017 року.
Громада утворена в результаті об'єднання Маяківської сільської ради Біляївського району із Надлиманською сільською радою Овідіопольського району і Удобненської сільською радою Білгород-Дністровського району.
 
17 липня 2020 року Постановою Верховної Ради, згідно з  Розпорядження КМУ від 12 червня 2020 року  до склади громади було  долучено Йосипівську сільську раду.

## Склад громади
До складу громади входять 5 сіл:
- Йосипівка
- Лібенталь
- Маяки
- Надлиманське
- Удобне